# Julius de Blaas

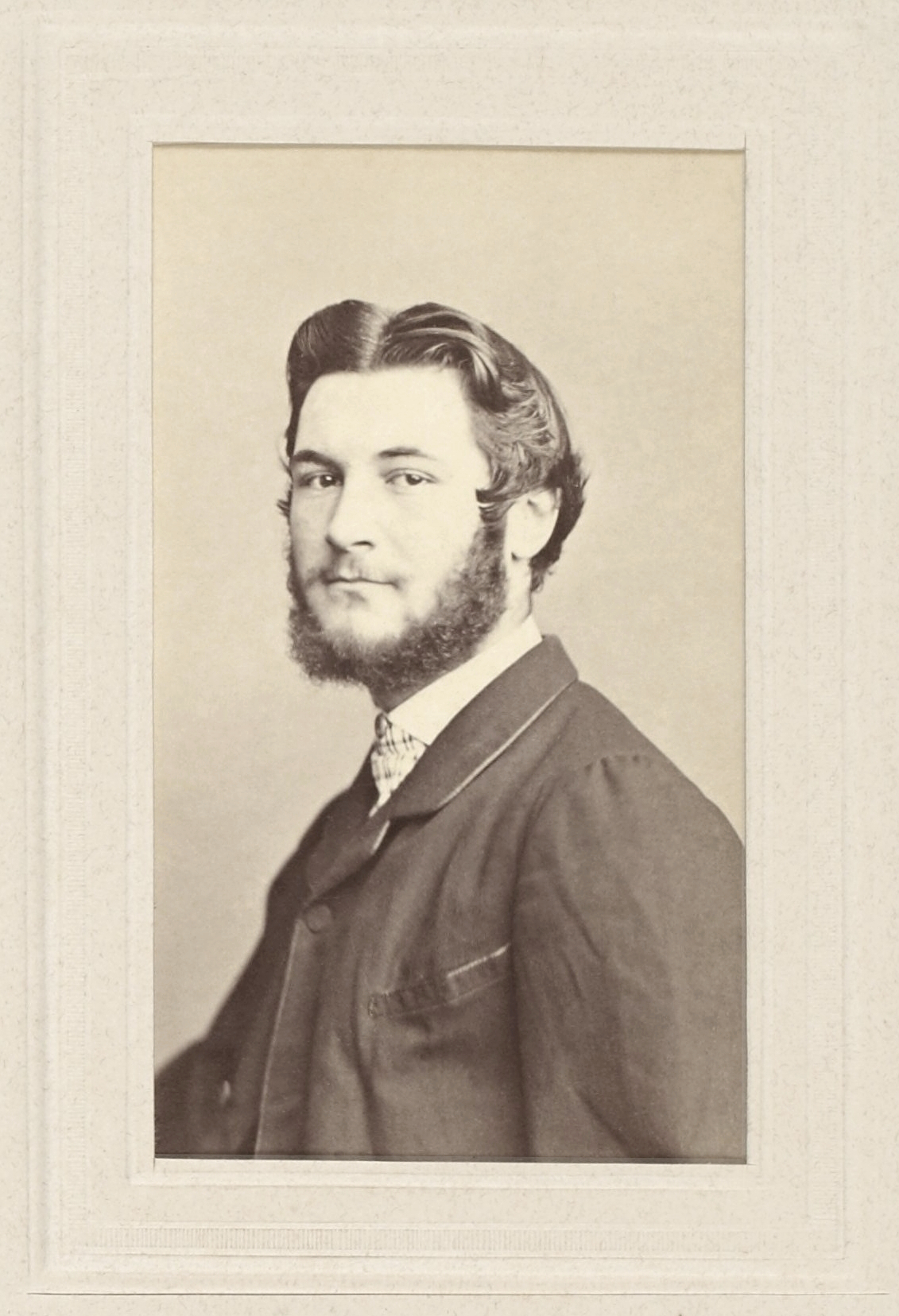
Julius von Blaas

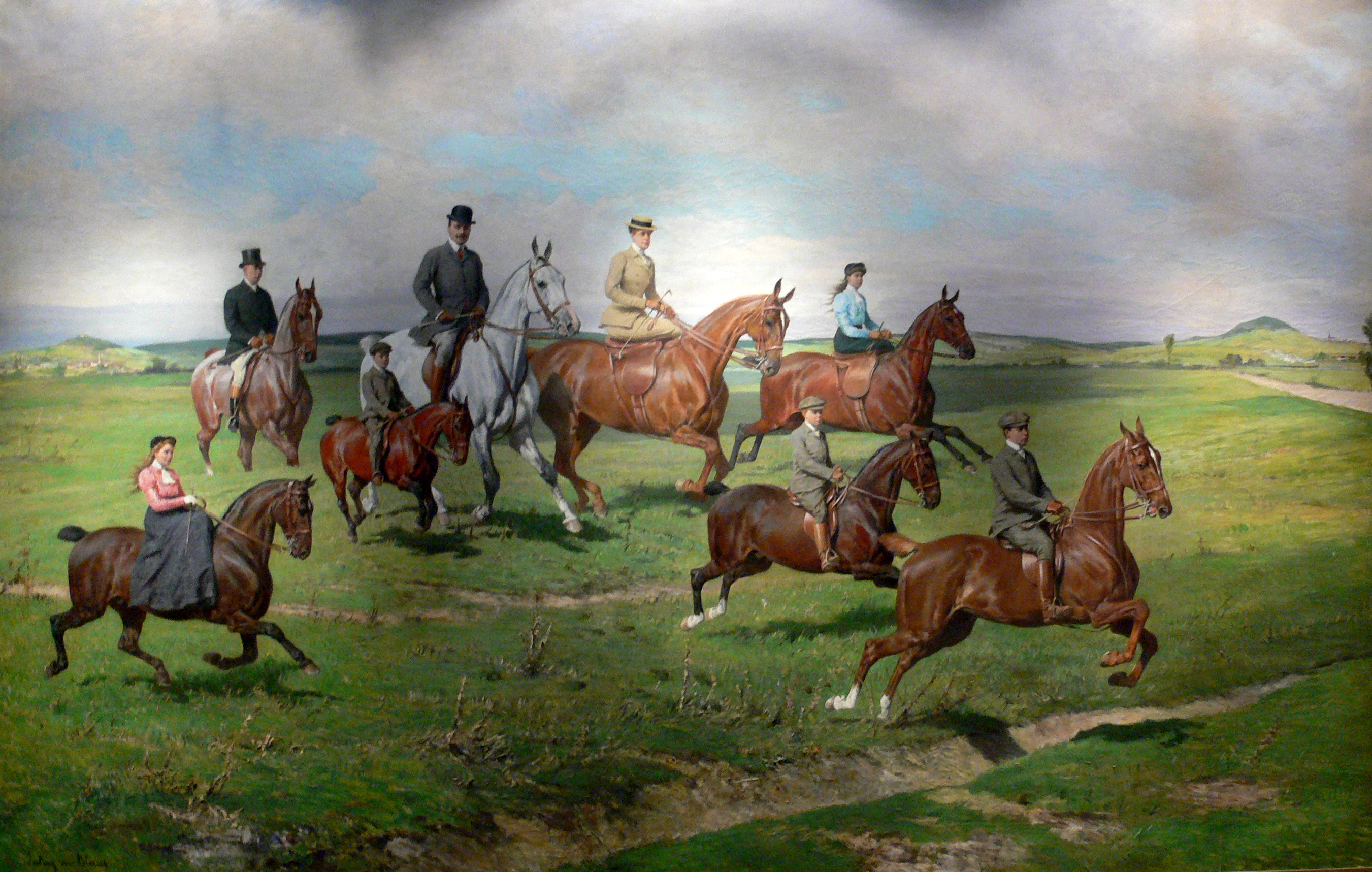
Fürstliche Familie Fürstenberg beim Ausritt im Donauried (1906)

Julius de Blaas (inaczej Julius von Blaas, ur. 22 sierpnia 1845 w Albano, zm. 2 sierpnia 1923 w Bad Hall) – austriacki malarz, drugi syn Karla von Blaasa, profesor Akademii Sztuk Pięknych w Wiedniu.
Kształcił się pod kierunkiem ojca. Znany był z malarstwa portretowego, przedstawień jeźdźców (portrety konne itp.). Malował głównie dla austro - węgierskiej arystokracji. Jeśli chodzi o technikę malarską jego prace stały niżej od dzieł ojca i brata.